# Grimaldo II. Grimaldi
Grimaldo II. Grimaldi († 1257.), đenoveški patricij iz plemićke obitelji Grimaldi. Bio je prvorođeni sin Oberta I. Grimaldija i Corradine Spinoli. Vjenčao se s Oriettom de Castres, s kojom je imao sinove Ingona i Lanfranca, oca prvog vladara Monaka, Rainiera I. Za života njegovih sinova, rasplamsala se borba između gvelfa i gibelina u Genovi, zbog čega su morali napustiti grad i otići u izbjeglištvo u Nicu.